# 西仙台カントリークラブ
西仙台カントリークラブ（にしせんだいカントリークラブ）は、宮城県仙台市青葉区にあるゴルフ場である。

## 概要
「西仙台カントリークラブ」は、1968年（昭和43年）、宮城県仙台の高橋成幸を中心としたシングルプレイヤーが発起人となり、仙台市西部の蔵王連峰、船形連峰、七ツ森などの雄大な景観を一望におさめる大自然に抱かれた丘陵地に、新たなゴルフ場の建設計画を立ち上げたことに始まる。
1968年（昭和43年）、ゴルフ場建設予定地芋沢地区の現地踏査を開始し、1969年（昭和44年）、用地の買収を開始した。ゴルフ場建設に向けての経営母体「株式会社西仙台ゴルフ場」が設立された。
コース設計は、コース設計家の丸毛信勝に依頼し、高橋成幸が監修することが決定された。1969年（昭和44年）、コースの造成工事が着工され、1970年（昭和45年）、「西仙台カントリークラブ」18ホールの造成工事が完了し、開場された。同時に、クラブハウスの建設が完了した。
1971年（昭和46年）、増設の9ホールの造設工事が着工され、1973年（昭和48年）、増設9ホールの造成工事が完成し、計27ホール規模のゴルフ場が完成された。
その後、1990年（平成2年）、新クラブハウスの建設工事が完了した。1992年（平成4年）、全27ホールのグリーンの高麗グリーンをサンドベントグリーンに改良された。
2011年（平成23年）3月11日、東北大地震により、コース内に地割れ、亀裂など被害が多数発生し、またカート道が崩落した。2016年（平成28年）、コース規模を27ホールから18ホールに変更された。コース規模の減少後は、余剰地をメガソーラー用地として賃貸することに決定された。
コースは、樹木が多くグリーンまわりに工夫が凝らされており、歴史を感じる小さな砲台グリーンの攻略が難しく、レイアウトは本当の実力者が良いスコアを作り出せる設計である。

## 所在地
〒989-3212 宮城県仙台市青葉区芋沢字横向山33番地

## コース情報
- 開場日 - 1970年10月8日
- 設計者 - 丸毛 信勝、高橋 成幸（監修）
- 面積 - 1,350,000m2（約40.8万坪）
- コースタイプ - 丘陵コース
- コース - 18ホールズ、パー72、7,104ヤード、コースレート73.6
- フェアウェー - コウライ
- ラフ - ノシバ
- グリーン - 2グリーン、ベント（ペンクロス）
- ハザード - バンカー60、池が絡むホール4
- ラウンドスタイル - キャディ・セルフ選択可、乗用カート使用、1組4人が原則、状況によりツーサム可、乗用カート(5人乗り)自走式
- 練習場 - 18打席200ヤード
- 休場日 - 年中無休[3][4]

## クラブ情報
- ハウス面積 - 1,760m2（532.4坪）
- ハウス設計 - 株式会社 金原建設設計事務所
- ハウス施工 - 大成 建設株式会社・中田 建設共同企業体[3][4]

## ギャラリー
- コース - 「西仙台カントリークラブ」、コース紹介、2021年10月4日閲覧
- ハウス - 「西仙台カントリークラブ」、施設・メニュー、2021年10月4日閲覧

## 交通アクセス
- 鉄道 - 仙山線（JR東日本） - 陸前落合駅より タクシー利用 約5分[5]
- 道路 - 東北自動車道 - 仙台宮城ICより 6Km 約8分[5]

## 関連文献
- 『ゴルフ場ガイド 東版』、2006-2007、「西仙台カントリークラブ」、東京 ゴルフダイジェスト社、2006年5月、2021年10月3日閲覧